# 耶律諧理
耶律諧理（10世纪—1026年），字烏古隣。辽国軍人。契丹突举部出身。
辽圣宗統和四年（986年），北宋楊業从山西北伐，耶律諧理为耶律斜軫属下先鋒，因偵察有功。同年，契丹攻打北宋，宋軍在滹沱河拒战，耶律諧理率精鋭騎兵抢先渡河，擒获宋将康保威。因功给予節度使世選名额。太平元年（1021年），转任突举部節度使。太平六年（1026年），他在蕭惠属下包围攻打甘州，没有勝利。阻卜包围三剋軍，耶律諧理和都监耶律涅魯古率军救援。在可敦城西南与敌军遭遇战，中流矢而死。

## 延伸阅读
[在维基数据编辑]
 《遼史/卷85》，出自脱脱《遼史》